# Апойково
Апойково — деревня в Дмитровском районе Орловской области. Входит в состав Плосковского сельского поселения.

## География
Расположена на юго-востоке Дмитровского района, в 18 км к юго-востоку от Дмитровска на левом берегу реки Рясник. В 3 км к юго-востоку от деревни проходит граница с Железногорским районом Курской области.

## Этимология
Деревня получила название от слова «опока», означающего осадочную горную породу серого цвета. До середины XX века название деревни писалось через букву «О» — Опойково.

## История
Самое раннее картографическое изображение деревни Апойково содержится на плане генерального межевания Луганского уезда Орловского наместничества 1780 года. Деревня входила в состав этого уезда в 1778—1782 годах. В 1782—1797 годах в составе Дмитровского уезда. В 1797—1802 годах в составе Севского уезда Орловской губернии. В 1802—1928 годах вновь в составе Дмитровского уезда.
В 1860 году в сельце Апойково было 19 дворов, проживало 103 крепостных крестьянина мужского пола. Сельцо в то время принадлежало помещику Афанасию Павловичу Матвееву. Площадь усадебной земли, состоящей в пользовании крестьян, вместе с коноплянником, выгоном и оврагом составляла 80,94 десятин. Пахотной земли было 294 десятины (в т.ч. 9 десятин общественной запашки). Крестьяне Апойкова косили траву по лесам и лугам пополам с помещиком. 626,54 десятин земли находилось в пользовании помещика.
В 1866 году в бывшей владельческой деревне Апойково было 19 дворов, проживало 206 человек (109 мужского пола и 97 женского), действовали 4 маслобойни. Население деревни было приписано к приходу Успенского храма села Плоское.
В 1894 году земля в деревне принадлежала помещице Матвеевой. В то время в Апойково было 48 дворов. В конце XIX — начале XX века землёй в Апойково владели Великий князь Сергей Александрович и помещик Яшкин.
В Первой мировой войне участвовали жители Апойкова: Алёшин Роман Филиппович (1896), Алёшин Степан Егорович, Баранчиков Пётр Николаевич (1887), Воронин Пётр Гаврилович (1887), Давыдов Дмитрий Фаддеевич (1895) и другие.
В 1926 году в деревне было 74 двора, проживало 343 человека (162 мужского пола и 181 женского), действовали 2 кооперативных торговых заведения III разряда и частное торговое заведение III разряда. В то время Апойково было административным центром Апойковского сельсовета Долбенкинской волости Дмитровского уезда. С 1928 года в составе Дмитровского района. В 1930 году в ходе кампании по раскулачиванию была репрессирована жительница Апойкова Зуева Татьяна Григорьевна 1885 г.р. В 1937 году в деревне было 84 двора. К этому времени Апойковский сельсовет был упразднён, деревня вошла в состав Плосковского сельсовета.
Во время Великой Отечественной войны, с октября 1941 года по август 1943 года, находилась в зоне немецко-фашистской оккупации. Советские воины, погибшие в боях за освобождение деревни, после войны были перезахоронены в братской могиле в селе Плоское.
По состоянию на 1945 год в Апойково действовал колхоз «Красное Знамя».

## Население
| 1866 | 1926 | 1979 | 2002 | 2010 |
| ---- | ---- | ---- | ---- | ---- |
| 206  | ↗343 | ↘65  | ↘33  | ↘15  |